# Europäisches Olympisches Winter-Jugendfestival 2015/Eiskunstlauf
Beim Europäischen Olympischen Winter-Jugendfestival 2015 wurden zwei Wettbewerbe im Eiskunstlauf ausgetragen. Die Wettbewerbe fanden im Dornbirner Messestadion statt.

## Medaillenspiegel
| Platz | Land        | Gold | Silber | Bronze | Gesamt |
| ----- | ----------- | ---- | ------ | ------ | ------ |
| 1     | Russland    | 1    | –      | 1      | 2      |
| 2     | Ukraine     | –    | –      | –      | 1      |
| 3     | Deutschland | –    | 1      | –      | 1      |
| 3     | Lettland    | –    | 1      | –      | 1      |
| 5     | Frankreich  | –    | 1      | 1      | 1      |

### Medaillengewinner
| Konkurrenz | Gold               | Silber              | Bronze        |
| ---------- | ------------------ | ------------------- | ------------- |
| Männer     | Ivan Pavlov        | Deniss Vasiļjevs    | Dmitri Alijew |
| Frauen     | Alexandra Proklova | Lea Johanna Dastich | Léa Serna     |

## Männer
| Platz | Land | Sportler           | KP    | K      | Pkt.   |
| ----- | ---- | ------------------ | ----- | ------ | ------ |
| 1     | UKR  | Ivan Pavlov        | 69,64 | 130,51 | 200,15 |
| 2     | LAT  | Deniss Vasiļjevs   | 70,10 | 127,62 | 197,72 |
| 3     | RUS  | Dmitri Alijew      | 62,66 | 121,82 | 184,48 |
| 4     | ITA  | Matteo Rizzo       | 58,40 | 113,59 | 171,99 |
| 5     | GEO  | Irakli Maissuradse | 56,49 | 111,94 | 168,43 |
| 6     | CZE  | Petr Kotlařík      | 54,89 | 104,08 | 158,97 |
| 7     | ESP  | Aleix Gabara Xancó | 48,14 | 103,97 | 152,11 |
| 8     | FRA  | Luc Economides     | 50,95 | 94,18  | 145,13 |
| 9     | FIN  | Roman Galay        | 50,43 | 93,08  | 145,13 |
| 10    | GBR  | Josh Brown         | 45,02 | 88,70  | 133,72 |
| ...   |      |                    |       |        |        |
| 15    | SUI  | Nurullah Sahaka    | 37,43 | 78,21  | 115,64 |

## Frauen
| Platz | Land | Sportler                | KP    | K      | Pkt.   |
| ----- | ---- | ----------------------- | ----- | ------ | ------ |
| 1     | RUS  | Alexandra Proklova      | 50,75 | 102,11 | 152,86 |
| 2     | GER  | Lea Johanna Dastich     | 49,03 | 93,21  | 142,24 |
| 3     | FRA  | Léa Serna               | 49,04 | 82,16  | 131,20 |
| 4     | FIN  | Jenni Saarinen          | 43,69 | 85,24  | 128,93 |
| 5     | LAT  | Angelīna Kučvaļska      | 46,46 | 80,00  | 126,46 |
| 6     | ITA  | Guia Maria Tagliapietra | 44,39 | 78,88  | 123,27 |
| 7     | ARM  | Anastasia Galustyan     | 52,94 | 70,03  | 122,97 |
| 8     | CZE  | Anna Dušková            | 46,29 | 72,56  | 118,85 |
| 9     | HUN  | Fruzsina Medgyesi       | 41,26 | 77,36  | 118,62 |
| 10    | GBR  | Danielle Harrison       | 31,40 | 76,33  | 107,73 |
| 11    | SUI  | Matilde Gianocca        | 36,12 | 66,38  | 102,50 |
| ...   |      |                         |       |        |        |
| 20    | AUT  | Lara Nikola Roth        | 35,21 | 54,29  | 89,50  |
| 29    | MON  | Alexandra von Hannover  | 11,08 | 14,12  | 25,20  |